# Adria (personaggio)
Adria, anche conosciuta come Orici (pronuncia Orisai), è un personaggio fittizio della serie televisiva di fantascienza Stargate SG-1. Da adulta è interpretata da Morena Baccarin.
Adria è nata da Vala Mal Doran che le ha dato il nome nella decima stagione, ed è stata fatta crescere rapidamente dagli Ori.
Essenzialmente è un Ori in forma umana; è stata creata per aggirare le regole per le quali un Ori non può utilizzare i propri poteri per scopi di conquista, in particolar modo, della Via Lattea. Possiede varie abilità sovraumane come i priori e guida l'esercito degli Ori.